# 塚越賢
塚越 賢（つかごし けん、1977年9月12日 - ）は、日本の元ラグビー選手。

## プロフィール
- 埼玉県出身[1]。
- ポジションはフッカー(HO)。
- 身長 178cm、体重 98kg
- 関東代表に選ばれたことがある[2]。
- 日本代表キャップは9。

## 略歴
5歳からラグビーを始めた。 
1996年、埼玉工大深谷高校卒業後、中央大学に入る。
2000年、中央大学卒業後、東芝府中（現・東芝ブレイブルーパス）に加入。
2011年、現役を引退した